# Tahir Walsh
Tahir Jelani Walsh (geb. 24. Februar 1994 in Saint John’s) ist ein antiguanischer Sprinter. Er nahm an den Olympischen Jugend-Sommerspielen 2010 in Singapur und an den Olympischen Spielen 2016 in Rio de Janeiro teil. Er war auch Fahnenträger bei den Olympischen Jugendspielen.

## Karriere
Bei den Olympischen Jugend-Sommerspielen im Wettbewerb über 100 Meter kam er auf den vierten Platz. Bei den Sommerspielen 2016 trat er zusammen mit Daniel Bailey, Cejhae Greene, Miguel Francis, Jared Jarvis und Chavaughn Walsh im Team der 4-mal-100-Meter-Staffel an. Das Team brachte seine Jahresbestleitung mit 38,44 s und kam im Vorlauf auf Platz 6, qualifizierte sich jedoch nicht für das Finale.
Zwischen 2010 und 2013 hatte er bei CARIFTA Games verschiedene Medaillen errungen.

## Persönliche Bestleistungen
- 100 m: 10,16 s Miami, Florida 2021
- 200 m: 20,84 s St. John’s, Antigua and Barbuda, El Paso 2017